# Чемпионат мира по самбо 2010
Чемпионат мира по самбо 2010 года прошёл в Ташкенте 4-8 ноября.

## Медалисты

### Мужчины
| Весовая категория | Золото                         | Серебро                             | Бронза                                                      |
| ----------------- | ------------------------------ | ----------------------------------- | ----------------------------------------------------------- |
| до 52 кг          | Эльчин Маилов · Азербайджан    | Шавкат Жураев · Узбекистан          | Андрей Курлыпо · Беларусь Акмалиддин Каримов · Таджикистан  |
| до 57 кг          | Ерболат Байбатыров · Казахстан | Ислам Гасымов · Азербайджан         | Чинбат Отгон · Монголия Сергей Ялышев · Россия              |
| до 62 кг          | Азамат Муканов · Казахстан     | Давид Свимонишвили · Грузия         | Эльнур Ахмадов · Азербайджан Нурлан Ералиев · Кыргызстан    |
| до 68 кг          | Дмитрий Базылев · Беларусь     | Леван Нахуцришвили · Грузия         | Арсен Хатип · Казахстан Никита Клецков · Россия             |
| до 74 кг          | Ашот Даниелян · Армения        | Алексей Романчик · Беларусь         | Дмитрий Лебедев · Россия Шухрат Бобоев · Узбекистан         |
| до 82 кг          | Раис Рахматуллин · Россия      | Леван Циклаури · Грузия             | Эльмеддин Ахмадов · Азербайджан Саят Шамшиев · Казахстан    |
| до 90 кг          | Андрей Казусёнок · Беларусь    | Абубакар Зоиров · Таджикистан       | Эдуард Кургинян · Россия Миндия Бодавели · Грузия           |
| до 100 кг         | Артём Осипенко · Россия        | Набимухаммад Хоркашев · Таджикистан | Олим Худайкулов · Узбекистан Евгений Сёмочкин · Беларусь    |
| свыше 100 кг      | Виталий Минаков · Россия       | Иван Илиев · Болгария               | Азамат Турданов · Узбекистан Александр Давиташвили · Грузия |

### Женщины
| Весовая категория | Золото                          | Серебро                            | Бронза                                                      |
| ----------------- | ------------------------------- | ---------------------------------- | ----------------------------------------------------------- |
| до 48 кг          | Мунхбатын Уранцэцэг · Монголия  | Татьяна Москвина-Штайль · Беларусь | Мария Молчанова · Россия Габриэла Кирилова · Болгария       |
| до 52 кг          | Солонго Баатарсайхан · Монголия | Сусанна Мирзоян · Россия           | Ленария Мингазова · Казахстан Гергана Вацова · Болгария     |
| до 56 кг          | Калина Стефанова · Болгария     | Анара Естебесова · Кыргызстан      | Угильжон Рузметова · Узбекистан Татьяна Зенченко · Россия   |
| до 60 кг          | Ивелина Илиева · Болгария       | Алёна Сайко · Украина              | Катерина Прокопенко · Беларусь Яна Костенко · Россия        |
| до 64 кг          | Ирина Громова · Россия          | Ваня Иванова · Болгария            | Анастасия Лиешкова · Беларусь Альмира Иссатаева · Казахстан |
| до 68 кг          | Ольга Усольцева · Россия        | Марианна Давыдова · Молдова        | Мария Семенюк · Украина Гуласал Хайдарова · Узбекистан      |
| до 72 кг          | Светлана Галянт · Россия        | Алия Жикибаева · Казахстан         | Сохиба Эстемирова · Узбекистан Катерина Радзевич · Беларусь |
| до 80 кг          | Наталья Казанцева · Россия      | Мунхту Я Бат Угла · Монголия       | Мария Оряшкова · Болгария Татьяна Савенко · Украина         |
| свыше 80 кг       | Ирина Родина · Россия           | Ирина Ядковская · Беларусь         | Анар Ситимова · Казахстан Обида Алладусова · Узбекистан     |

### Боевое самбо
| Весовая категория | Золото                        | Серебро                          | Бронза                                                         |
| ----------------- | ----------------------------- | -------------------------------- | -------------------------------------------------------------- |
| до 52 кг          | Саттор Эргашев · Узбекистан   | Александр Нестеров · Россия      | Сергей Чёрный · Украина Алмас Сулейменов · Казахстан           |
| до 57 кг          | Марко Косев · Болгария        | Али Багаутинов · Россия          | Андреас Бернард · Германия Алексей Мурашкин · Казахстан        |
| до 62 кг          | Расул Мирзаев · Россия        | Баасанхун Дамланпурев · Монголия | Ильхом Сатвалдиев · Узбекистан Франсино Тирта · Индонезия      |
| до 68 кг          | Вачик Варданян · Армения      | Сергей Гречихо · Литва           | Алишер Тураев · Узбекистан Руслан Гасанханов · Россия          |
| до 74 кг          | Баир Омоктуев · Россия        | Виктор Томашевич · Литва         | Фуркат Рузиев · Узбекистан Румен Димитров · Болгария           |
| до 82 кг          | Мурад Керимов · Россия        | Росен Димитров · Болгария        | Фариддун Устопиров · Таджикистан Сарлдор Шовриков · Узбекистан |
| до 90 кг          | Вячеслав Василевский · Россия | Эльдор Гужамов · Узбекистан      | Бахтияр Аббасов · Азербайджан Умед Хасанбеков · Таджикистан    |
| до 100 кг         | Ислам Абазов · Россия         | Зариф Расулов · Узбекистан       | Игорь Задерновский · Украина Шахмарал Жетписов · Казахстан     |
| свыше 100 кг      | Кирилл Сидельников · Россия   | Станой Табаков · Болгария        | Владимир Бехеза · Украина Олег Глухов · Казахстан              |